# Brittany Tillman
Brittany Tillman (* 14. Januar 1989 in Memphis (Tennessee)) ist eine US-amerikanische Volleyballspielerin.

## Karriere
Tillman begann ihre sportliche Karriere an der Lakewood High School. Dort trainierte sie neben Volleyball zunächst auch Basketball und Leichtathletik. 2007 begann sie ihr Studium an der Washington State University und spielte dort im Universitätsteam der Cougars. In der Saison 2011/12 spielte die Mittelblockerin als Ersatz für die verletzte Janine Hinderlich beim deutschen Bundesligisten SC Potsdam.